# Comix Zone
«Comix Zone» (укр. Зона коміксу) — відеогра у жанрі beat 'em up 1995 року, розроблена та опублікована компанією Sega для консолі Genesis/Mega Drive. Події розгортаються на сторінках коміксів із діалогами, представленими в класичному для коміксів стилі у вигляді «розмовних бульбашок» та спрайтами, а також фоновими зображеннями із яскравими кольорами та динамічним стилем малювання, як у коміксах про супергероїв. Цей стиль був у попередніх відеоіграх, наприклад, Batman: The Caped Crusader від Ocean Software 1988 року, але Comix Zone значно розширила цю ідею, що згодом Sega подала заявку та отримала патент на «систему відеоігри для створення імітованої гри в коміксах».
Концепція гри виникла з демонстраційного відео 1992 року для Commodore Amiga під назвою «Joe Pencil Trapped in the Comix Zone», створена Пітером Моравеком. В ньому досліджується, як ігровий процес і елементи коміксів можуть поєднуватися.

## Сюжет гри

Знімок екрану відеогри Comix Zone для Genesis/Megadrive

Скетч Тернер (англ. Sketch Turner), карикатурист-початківець і позаштатний рок-музикант, який живе в Нью-Йорку, працює над своїм найновішим коміксом Comix Zone. Це історія спроби Імперії Нового Світу захистити Землю від вторгнення інопланетян-відступників, яка бере натхнення з дивовижно яскравих снів Скетча. Одного разу вночі, коли Скетч працює над своїм коміксом під час грози, блискавка влучає в його робочий стіл. У цю мить його головний лиходій, могутній мутант на ім'я Мортус (англ. Mortus), втікає зі сторінок коміксів, бажаючи вбити Скетча, щоб він міг ожити та заволодіти реальним світом. Оскільки Мортус є мальованим персонажем, він не може повністю втілитися фізично у реальному світі, доки автор коміксу живий. Тому він відправляє Скетча у світ власного комікса, де Мортус зможе малювати нових супротивників для Скетча і таким чином покінчити з ним.
Усередині коміксу Скетч зустрічає генерала Аліссу Сіян (англ. Alissa Cyan), яка вважає, що він «обраний», який прийшов, щоб врятувати їхній постапокаліптичний світ від зла Мортуса та інопланетних загарбників. Ігноруючи протести Скетча, Алісса відправляє його на місію, періодично виходячи з ним на зв'язок та дає підказки по радіо. Скетч повинен зупинити злі плани Мортуса і знайти вихід із цього комічного світу.
У грі є дві можливі кінцівки. Наприкінці гри Аліса намагається знешкодити ядерну зброю, яку Мортус і мутанти планують використати, щоб знищити Імперію Нового Світу та людство, коли Мортус повертається в комікс і кидає її в камеру, яка починає заповнюватися рідиною. Потім Мортус особисто бореться зі Скетчем. Якщо гравець перемагає Мортуса та Літаючих створінь (яких він викликає, коли отримує суттєві пошкодження), та встигає вилити рідину та врятувати Аліссу до самознищення ядерної бомби, настає кінець, коли Алісса приходить у реальний світ зі Скетчем та його щуром, Роадкіллом та приєднується до армії, де стає головою служби безпеки Сполучених Штатів. Роадкілл отримує величезну кількість сиру моцарела і витрачає багато часу на вивчення нової міської каналізаційної системи, коли не спить під купою брудних шкарпеток Скетча. Comix Zone стає сенсацією, усі пимірники розпродано у перший же день, завдяки чому Скетч стає відомим, оскільки його творіння стає найбільш продаваним коміксом в історії.
Інше закінчення виникає, якщо перемогти Мортуса після того, як камера наповниться рідиною та Алісса помирає. Скетч та Роадкілл повертаються до реального світу, але комікс Скетча знищено, і він спустошений через те, що врятував Імперію Нового Світу, але не зміг врятувати Аліссу.

## Ігровий процес
Comix Zone — це екшн-платформер, у якому гравці керують персонажем на ім'я Скетч, і його мета — просуватися далі по панелях свого комікса та намагатися досягти кінця і втекти, перш ніж його власні творіння прикінчать його. Кожен рівень складається з двох сторінок. Окрім стандартних атак, таких як удари руками, ногами та стрибки, Скетч може зберігати до трьох предметів у своєму інвентарі, які можуть допомогти йому подолати перешкоди. Цей інвентар може, як і просто зберігатися на сторінці, так і бути схованими у спеціальних місцях на рівнях, які може знайти лише щур Скетча — Роадкілл (англ. Roadkill).
Скетч також може відірвати від сторінки клаптик паперу та зробити літачок, щоб кинути у ворогів, але цей спосіб атаки також наносить шкоди самому Скетчу. Щоб просуватися по сторінках, Скетчу часто доводиться або успішно розгадати головоломки, або перемогти всіх ворогів на цій панелі коміксу. Потім з'являться стрілки, які дозволять йому перейти до іншої панелі, а деякі області пропонують кілька маршрутів.
Здоров'я Скетча визначається за шкалою здоров'я, яка зменшується, коли його атакують вороги або руйнуються перешкоди. Шкала також зменшиться, коли Скетч розбиває об'єкти, що ламаються, або якщо він робить паперовий літачок. Якщо шкала здоров'я Скетча закінчиться або він впаде в бездонну яму, гра закінчиться, і Мортус займе його місце в реальному світі.

## Епізоди
Гра складається з трьох епізодів, кожен з яких ділиться на два рівні:
- Епізод 1: Ніч мутантів (Нью-Йорк)
  - Вулиці / каналізація;
  - База мутантів.
- Епізод 2: Ласкаво просимо до храму (Гімалаї)
  - Гірська стежка / Тибетське місто;
  - Храм Кунг-фунг.
- Епізод 3: Прокляття загиблих кораблів (Нова Зеландія)
  - Печери;
  - Занедбана корабельня.

## Предмети
У грі існує 7 видів предметів:
- Метальний ніж — наносить ураження ворогові та може активувати недоступні на відстані важелі;
- Зв'язка динаміту- кладеться на підлогу біля потрібного об'єкта і, через деякий час, вибухає;
- Граната  – кидається по дузі та вибухає;
- Кулак  - Скетч перетворюється на Супер Скетча і завдає потужного удару усім видимим ворогам на панелі коміксу;
- Загадковий предмет  — випадково дає гравцю будь-який приз (крім щура). Або може вибухнути і завдати шкоди. Має вигляд знаку питання.
- Роадкілл (англ. Roadkill) — ручний щур Скетча, перенесений в комікси. Активує недоступні важелі та знаходить приховані предмети. Може атакувати ворогів електричним струмом і моментально знищувати воїнів.
- Холодний чай — виконує функцію аптечки та відновлює 50 % шкали здоров'я Скетча.

## Вороги
Нижче наведено перелік звичайних ворогів та босів епізодів гри.
- Гревіс (англ. Gravis) — перший ворог, який зустрічається у грі. Високий, потужний мутант, здатний пускати в гравця пружини, що вибухають.
- Стікс (англ. Styx) — чернець Шаоліня, що орудує палицею, за допомогою якого може високо підстрибувати, а також атакувати Скетча кільцями, що обертаються навколо палиці, і вогняними кулями.
- Могнорія (англ. Mongoria) — жінка-воїн, що кидає свою косу з гаком на кінці в Скетча і розгойдується на ній. Боїться щурів, за рахунок чого може бути легко переможена Роадкіллером.
- Стригл (англ. Strigil) — мутант, що зустрічається переважно в каналізаціях, а також у вигляді охоронця проходів на іншу панель коміксу. Зброя — гуксворд, яким Стрігл чіпляється за каналізаційні труби. Крім цього, може пускати в гравця вогняні кулі і телепортуватися на невелику відстань.
- Виродок (англ. Spawn Mutant) — невеликий мутант зеленого кольору, що вміє виригати кислоту і бити рогами, також здатний до швидкого пересування та мутації в інших ворогів (при відносно тривалому затримуванні в захопленні).
- Пелагус (англ. Pelagus) — мутант, що розгойдується на верхній рамі сторінки коміксу, плюється кислотою і кидає вибухові пружини. Зустрічається першому рівні третього етапу.
- Літаюче створіння (англ. Flying Creature) — літаючий мутант, що нагадує кажан з хвостом-жалом, яким гравця і атакує.
- Краулер (англ. Cocoon Crawler) — мутант-скорпіон, що є їжею для мутантів. Зазвичай утворюється з коконів.
- Дракон «Велика матуся» (англ. Big Mama Dragon) — гігантська рептилійна істота, яка звисає зі стелі на базі мутантів. Бос першого епізоду.
- Кунг-фунг (англ. Kung-Fung) — майстер храму в горах. Він відповідає за підготовку людей Мортуса до боротьби на турнірі. Бос другого епізоду.
- Мортус (англ. Mortus) — головний антагоніст Comix Zone. Останній бос гри.

## Озвучення
У озвученні персонажів гри взяли участь:
- Говард Дроссен (англ. Howard Drossin) — Скетч Тернер / Стригл / Кунг-фунг;
- Дебора Коста (англ. Deborah Costa) — Алісса Сіян;
- Пітер Моравек (англ. Peter Morawiec) — Гревіс;
- Фей Чен (англ. Fei Cheng) — Стікс;
- Сью Ортліп (англ. Sue Ortlip) — Монгорія.

## Прийом та відгуки
| Агрегатор    | Оцінка        |
| ------------ | ------------- |
| GameRankings | (SMD) 76%     |
| Metacritic   | (X360) 71/100 |

| Видання                   | Оцінка         |
| ------------------------- | -------------- |
| AllGame                   | (SMD)          |
| Electronic Gaming Monthly | (SMD) 7.825/10 |
| Famitsu                   | (SMD) 30/40    |
| Next Generation           | [ 18 ]         |

Після випуску Famicom Tsūshin оцінив версію гри для Genesis на 30 балів із 40.
GamePro вважали візуальні елементи гри вдалим відтворенням зовнішнього вигляду коміксів, але сказали, що враження від гри швидко псується, як тільки гравець стикається з повторюваними боями та надто простими головоломками. Вони також виявили проблеми з елементами керування: «Скетч не може швидко рухатися по панелі коміксу, а натискання кнопок дає непередбачувані результати». Як висновок вони написали: «Ви дійсно хочете полюбити Comix Zone за її оригінальні елементи, але після кількох панелей коміксу медовий місяць закінчується».
Чотири рецензенти Electronic Gaming Monthly визнали проблеми з елементами керування, але також зауважили, що графіка надзвичайно барвиста для як для гри на консолі Genesis, і стверджували, що оригінальність її вигляду коміксів робить її обов'язковою до покупки, незважаючи на недоліки.
Next Generation розглянула версію гри Genesis, оцінивши її на три зірки з п'яти, і заявили, що це «Дуже крута ідея для гри, яка не була виконана належним чином, та все ж Comix Zone краща за більшість».

## Порти та пов'язані версії
Гра була портована на Windows 3.1 у 1995 році Sega PC. Це була перша гра, в якій використовувалася графічна бібліотека WinG.  Гра була портована на Game Boy Advance лише в Європі 11 вересня 2002 року, яка була розроблена Virtucraft і опублікована Sega. Значно менший розмір екрану консолі, яка дозволяє значно менше відобразити на екрані, зменшує ефект перегляду оточення навколо гравця, роблячи гру більш схожою на традиційну платформерну гру.
Гра прихована в японській версії Sonic Mega Collection і її можна розблокувати в усіх версіях Sonic Mega Collection Plus, якщо зберегти гру Sonic Heroes або запустити всі інші ігри Genesis принаймні 50 разів. Гра є частиною колекції Sega Genesis для PlayStation 2 і PlayStation Portable (також називається Sega Mega Drive Collection в регіонах PAL). 29 січня 2007 року Comix Zone була випущена для віртуальної консолі Wii і Xbox Live Arcade 10 червня 2009 року. Гра з'являється в Sonic's Ultimate Genesis Collection (для Xbox 360 і PlayStation 3), а 3 червня 2010 року вона була випущена в Steam. Вона також входить в пакет Genesis. У серпні 2011 року гра була доступна для завантаження на PlayStation Network як частина колекції Sega Vintage з підтримкою трофеїв.
22 червня 2017 року гра була опублікована на мобільних операційних системах iOS та Android як частина колекції ретро-ігор Sega Forever.
Гра знаходиться на ретро-консолі Genesis Mini, яка була випущена 19 вересня 2019 року

## Саундтрек
| Sega Tunes: Comix Zone    | Sega Tunes: Comix Zone | Sega Tunes: Comix Zone |
| #                         | Назва                  | Тривалість             |
| ------------------------- | ---------------------- | ---------------------- |
| 1.                        | «Into the Zone»        | 3:03                   |
| 2.                        | «Feed My Disease»      | 2:39                   |
| 3.                        | «10,000 Knives»        | 3:22                   |
| 4.                        | «Seen It for Days»     | 3:52                   |
| 5.                        | «Woe is the World»     | 3:00                   |
| 6.                        | «Last to Follow»       | 2:40                   |
| Загальна тривалість 18:36 |                        |                        |

### Видання 2020 року
22 вересня 2020 року звукозаписний лейбл Cartridge Thunder випустив саундтрек до гри на вінілових платівках. Реліз запису містить оригінальний саундтрек Sega Genesis від Говарда Дроссена, а також живі записи гурту Roadkill.
| Оригінальний саундтрек від Говарда Дроссена | Оригінальний саундтрек від Говарда Дроссена     | Оригінальний саундтрек від Говарда Дроссена |
| #                                           | Назва                                           | Тривалість                                  |
| ------------------------------------------- | ----------------------------------------------- | ------------------------------------------- |
| 1.                                          | «Sega Logo»                                     | 0:12                                        |
| 2.                                          | «Title Screen»                                  | 0:19                                        |
| 3.                                          | «Option» (Into the Zone)                        | 1:40                                        |
| 4.                                          | «Introduction»                                  | 0:27                                        |
| 5.                                          | «Episode 1, Page 1-1» (Night of the Mutants)    | 4:06                                        |
| 6.                                          | «Episode 1, Page 1-2» (Seen it for Days)        | 3:13                                        |
| 7.                                          | «Episode 2, Page 2-1» (Feed My Disease)         | 2:58                                        |
| 8.                                          | «Episode 1, Page 2-2»                           | 2:58                                        |
| 9.                                          | «Episode 2, Page 1-1» (Welcome to the Temple)   | 3:26                                        |
| 10.                                         | «Episode 2, Page 1-2»                           | 1:40                                        |
| 11.                                         | «Episode 2, Page 1-3» (Last to Follow)          | 2:40                                        |
| 12.                                         | «Episode 2, Page 2-1»                           | 3:20                                        |
| 13.                                         | «Episode 2, Page 2-2» (10,000 Knives)           | 2:19                                        |
| 14.                                         | «Episode 3, Page 1-1» (Curse of the Dead Ships) | 2:19                                        |
| 15.                                         | «Episode 3, Page 1-2»                           | 2:06                                        |
| 16.                                         | «Episode 3, Page 1-3»                           | 3:06                                        |
| 17.                                         | «Episode 3, Page 2-1»                           | 2:51                                        |
| 18.                                         | «Episode 3, Page 2-2»                           | 4:58                                        |
| 19.                                         | «Episode 3, Page 2-3»                           | 1:52                                        |
| 20.                                         | «Boss Theme» (Woe is the World)                 | 1:20                                        |
| 21.                                         | «Battle with Mortus»                            | 3:25                                        |
| 22.                                         | «Ending Theme»                                  | 0:18                                        |
| 23.                                         | «Results»                                       | 1:52                                        |
| 24.                                         | «Staff Roll»                                    | 1:29                                        |
| 25.                                         | «Game Over»                                     | 0:07                                        |

| Живі записи гурту Roadkill | Живі записи гурту Roadkill | Живі записи гурту Roadkill |
| #                          | Назва                      | Тривалість                 |
| -------------------------- | -------------------------- | -------------------------- |
| 26.                        | «Into the Zone»            | 3:04                       |
| 27.                        | «Feed My Disease»          | 2:39                       |
| 28.                        | «10,000 Knives»            | 3:22                       |
| 29.                        | «Seen It For Days»         | 3:52                       |
| 30.                        | «Woe is the World»         | 3:00                       |
| 31.                        | «Last to Follow»           | 2:40                       |
| Загальна тривалість 70:40  |                            |                            |

### Бонусний компакт-диск
Північноамериканське видання гри Comix Zone включало геві-метал саундтрек, схожий за стилем на музику рок-виконавців Nirvana та Soundgarden.
| Бонусний компакт-диск     | Бонусний компакт-диск         | Бонусний компакт-диск    | Бонусний компакт-диск |
| #                         | Назва                         | Виконавець               | Тривалість            |
| ------------------------- | ----------------------------- | ------------------------ | --------------------- |
| 1.                        | «Going Down to Die»           | Danzig                   | 4:59                  |
| 2.                        | «Saturday Night Fever»        | Lordz of Brooklyn        | 4:06                  |
| 3.                        | «Buried at Sea»               | MC 900 Ft. Jesus         | 4:47                  |
| 4.                        | «I Hate Rock and Roll»        | The Jesus and Mary Chain | 3:46                  |
| 5.                        | «Words of a Fool»             | Love and Rockets         | 6:35                  |
| 6.                        | «Do What You Want to Do»      | Lords of Acid            | 4:04                  |
| 7.                        | «Chelsea» (Radio Edit)        | Stiffs, Inc.             | 3:15                  |
| 8.                        | «Try Try Try»                 | Julian Cope              | 3:28                  |
| 9.                        | «No More Love»                | God Lives Underwater     | 4:16                  |
| 10.                       | «Uninvited»                   | Ruth Ruth                | 4:07                  |
| 11.                       | «44 Robbers» (Alt. Radio Mix) | Laika                    | 3:20                  |
| 12.                       | «Got It Goin On» (Radio Edit) | Lindsey                  | 4:02                  |
| Загальна тривалість 50:45 |                               |                          |                       |